# Hercule mourant
Hercule mourant (Hèrcules morint) és una òpera del compositor francès Antoine Dauvergne, estrenada a l'Académie Royale de Musique (Òpera de París) el 3 d'abril de 1761. Es presenta en forma d'una tragèdia lírica en cinc actes. El llibret, de Jean-François Marmontel, es basa en les tragèdies Les traquínies de Sòfocles i Hercule mourant, ou La Déjanire (1634) de Jean Rotrou.
L'estrena es va retardar per la mort de Lluís de França (1751-1761), duc de Borgonya. L'òpera va tenir 18 funcions.